# Otto Gold
Otto Gold (Praga, 18 maggio 1909 – Toronto, 7 aprile 1977) è stato un pattinatore artistico su ghiaccio cecoslovacco, specializzato nel singolo.

## Palmarès

### Europei
- 1 medaglia:
  - 1 argento (Berlino 1930)